# Halina Kuczkowska

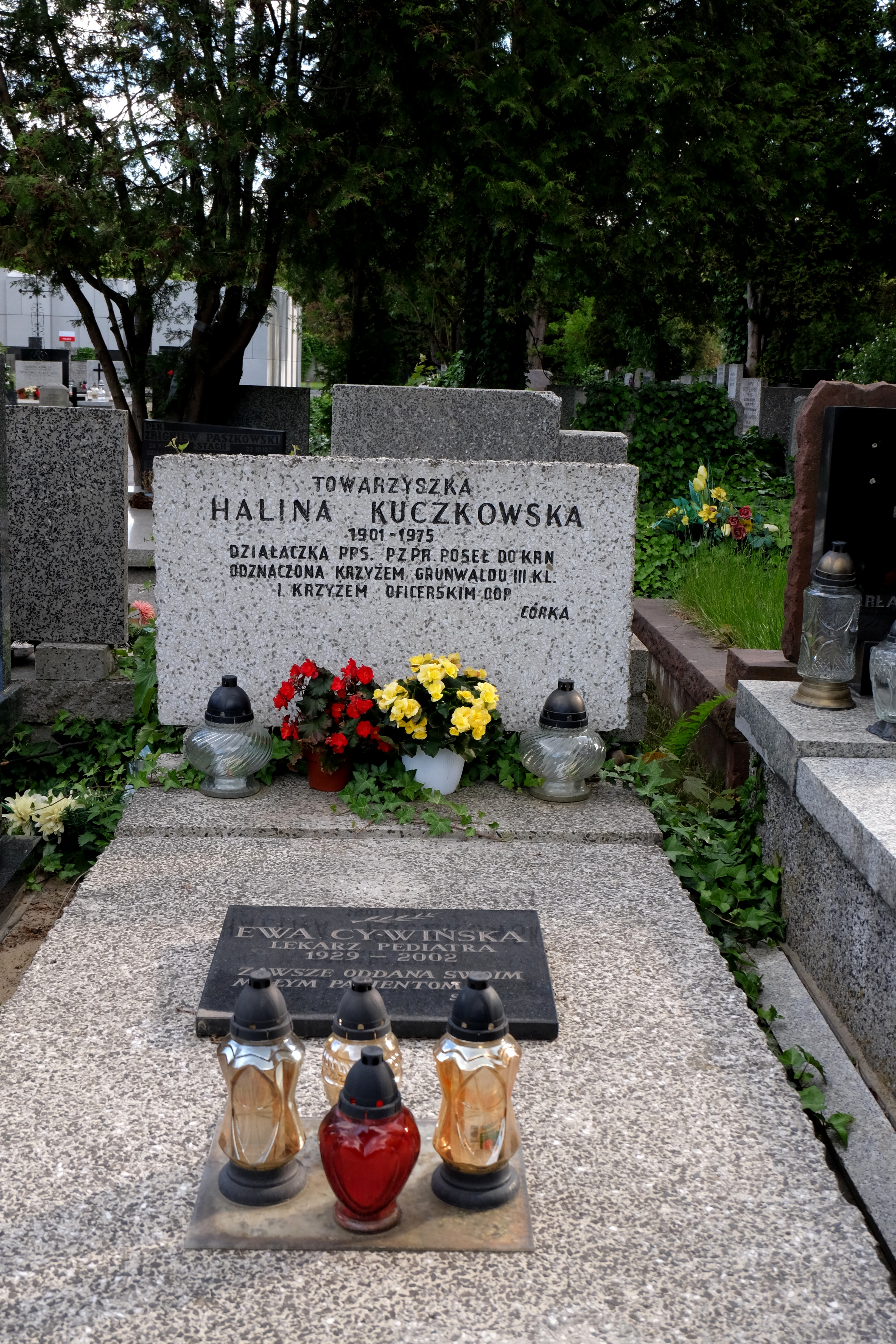
Grób Haliny Kuczkowskiej na Cmentarzu Wojskowym na Powązkach w Warszawie

Halina Kuczkowska (ur. 6 listopada 1901 w Warszawie, zm. 7 stycznia 1975 tamże) – działaczka Polskiej Partii Socjalistycznej, posłanka do Krajowej Rady Narodowej, wiceminister oświaty 1945–1949.

## Życiorys
Urodziła się w rodzinie Tomasza i Julii Frydrychewiczów. Z zawodu nauczycielka biologii. Przed II wojną światową pracowała w Instytucie im. Marcelego Nenckiego, w szkołach dla dorosłych i w Uniwersytecie Powszechnym nr 5 na warszawskiej Pradze. Należała do SD.
W czasie okupacji hitlerowskiej działała w organizacji Polscy Socjaliści i Robotniczej Partii Polskich Socjalistów (RPPS), w której była członkiem Rady Naczelnej. Kierowała wówczas Spółdzielnią Spożywców „Wyzwolenie” na Pradze, w której zatrudnieni byli Bolesław Bierut i Edward Osóbka-Morawski. Uczestniczyła w spotkaniu założycielskim Krajowej Rady Narodowej w nocy z 31 grudnia na 1 stycznia 1944.
W latach 1945–1948 zasiadała w Radzie Naczelnej Polskiej Partia Socjalistycznej, w tym w latach 1945–1947 jako wiceprzewodnicząca. Od 1945 do 1949 pełniła funkcję podsekretarza stanu w Ministerstwie Oświaty.
Zmarła w Warszawie. Pochowana na cmentarzu Wojskowym na Powązkach (kwatera D31-1-10).

## Ordery i odznaczenia
- Order Krzyża Grunwaldu III klasy (19 lipca 1946)[6]
- Medal za Warszawę 1939–1945 (17 stycznia 1946)[7]